# Аніта Таке
Аніта Таке (алб. Anita Take, нар. 2 квітня 1934, Корча — пом. 12 січня 2017) — албанська співачка.

## Біографія
Аніта Таке народилася в Корчі 2 квітня 1934 року. Вона виділялася з юних років своїм унікальним вокалом.
У віці 17 років, у 1951 році, вона стала професійною співачкою в Албанській філармонії, потім перейшла на Державне естрадне шоу. Там Аніта Таке протягом 20 років співала переважно албанські пісні, отримавши популярність у всій країні. За цей час Аніта Таке була нагороджена медаллю «Naim Frashëri» 2-го та 3-го класів.
Таке також виступала на закордонних сценах, зробивши гідну презентацію албанської пісні на концертах у СРСР та Румунії в 1957 році, в Болгарії та Угорщині в 1958 році, а також у Китаї, В'єтнамі та Кореї в 1961 році.
Аніта Таке продовжувала свою мистецьку діяльність навіть після виходу на пенсію в 1972 році. Один з найголовніших моментів кар'єри Аніти Таке став власний концерт 1983 року, під час якого 50-річна співачка виконала 25 пісень.
1991 року Таке переїхала до Австрії, де не припиняла виступати. З цього року до 2001 року вона співала перед албанською та австрійською аудиторією. Також вона знову з'явилася на сцені Тирани, співаючи на фестивалі «Чарівна пісня» 1999 року, де її Президент країни Реджеп Мейдані нагородив орденом «Naim Frashëri i Artë», за внесок у розвиток албанської пісні.
На 40-му фестивалі пісні RTSH у 2001 році Аніта була нагороджена трофеєм «Mjeshtër i Punës».
За свою півстолітню кар'єру Аніта Таке виконала репертуар з 750 пісень. На жаль, деяких творів, виконаних нею, немає в Албанському музичному фонді.
У віці 69 років Аніта Таке виконала кілька найвидатніших пісень, створених її чоловіком, Агімом Продані, а також іншими видатними авторами.
Аніта Таке померла 12 січня 2017 року.